# Wi-Fi Alliance
Wi-Fi Alliance（ワイファイ アライアンス）とは、無線LAN製品の普及促進を図ることを目的とした業界団体である。主に相互接続性試験方法の策定、製品の認証、およびWi-Fiブランドの普及に向けたプロモーション活動を行う。2011年11月現在の参画企業数はおよそ500社。PC・ネットワーク関連企業のみならず、近年では家電、通信、ゲーム業界からの参画も多い。本拠地はアメリカ合衆国テキサス州オースティン。

## 設立の背景
IEEE 802.11分会により規格化された初期の無線LAN機器において、IEEE規格の曖昧さや相互接続試験方式がないことから、異なるベンダの製品で接続性が保障できず、しばしばユーザが購入した無線LAN製品が利用できないという問題が発生した。そこで、スリーコム、Aironet（現 シスコシステムズ）、Harris Semiconductor（現 インターシル）、Lucent Technologies（現 LSIコーポレーション←Agere Systems）、Nokia が中心となり、1999年に無線LAN製品の相互接続性を推進するための業界団体であるWECA（ウェカ、Wireless Ethernet Compatibility Alliance）を設立した。WECAは相互接続性試験の確立、マーケティングの推進、参画団体の拡充などを進め、2003年に相互接続性認証プログラムを発表。認証取得製品のブランド名を「Wi-Fi」と定義するとともに、団体名を Wi-Fi Alliance に変更した。

## 認証試験
Wi-Fi Alliance の定める相互接続性認証試験にパスし、Wi-Fi 認証を取得したプロダクトに対しては、 Wi-Fi CERTIFIED ロゴの使用が許可される。Wi-Fi Alliance で定める認証プログラムは以下のとおり。少なくとも Standard IEEE および WPA2 の認証試験にパスすることが、認証取得の必須条件となっている。
- Standard IEEE
  - IEEE 802.11a
  - IEEE 802.11b
  - IEEE 802.11g
  - IEEE 802.11n
- WPA
  - WPA - Enterprise
  - WPA - Personal
- WPA2
  - WPA2 - Enterprise
  - WPA2 - Personal
- EAP
  - EAP-TLS
  - EAP-TTLS/MSCHAPv2
  - PEAPv0/EAP-MSCHAPv2
  - PEAPv1/EAP-GTC
  - EAP-SIM
  - EAP-AKA
  - EAP-FAST
- Optional - Quality of Service
  - WMM
  - WMM Power Save
- Optional - Vendor Specific EAP
  - EAP-TLS
  - EAP-TTLS/MSCHAPv2
  - PEAPv0/EAP-MSCHAPv2
  - PEAPv1/EAP-GTC
  - EAP-SIM
  - EAP-AKA
  - EAP-FAST
- Optional - IEEE
  - IEEE 802.11d
  - IEEE 802.11h
- Optional - CWG
  - CWG-RF
- Optional - Wi-Fi Protected Setup
  - Wi-Fi Protected Setup - PIN
  - Wi-Fi Protected Setup - PBC
  - Wi-Fi Protected Setup - NFC
- Optional - Voice
  - Voice - Personal
- Optional - Wi-Fi Direct
  - Wi-Fi Direct